# Bleeding Fingers Music
Bleeding Fingers Music — коллектив композиторов, которые создают саундтреки к фильмам и телевидению. Совместное предприятие композитора Ханса Циммера, его делового партнера Стива Кофски и Extreme Music, производственного подразделения Sony Music Publishing и компания по написанию музыки в кино- и телеиндустрии.

## История
Циммер начал сочинять музыку для библиотеки производства Extreme в конце 90-х годов, а когда в 2001 году Extreme расширилась из Великобритании в США, она создала свои офисы в компании Remote Control Productions в Санта-Монике, штат Калифорния. В 2012 году, когда Extreme стремилась удовлетворить растущие запросы клиентов на пользовательскую музыку для телевидения, она сотрудничала с Кофски и Циммером, чтобы разработать то, что станет Bleeding Fingers Custom Music Shop. Во время восьмимесячного тестового запуска перед запуском компании она создала музыку для 30 телевизионных сериалов, а в августе 2013 года была официально основана компания Bleeding Fingers. Рассел Эмануэль из Extreme занимал должность генерального директора и главного креативного директора, а Кофски — председателя.
С персоналом опытных телевизионных и кинокомпозиторов, собранных Циммером, Bleeding Fingers первоначально сосредоточилась на несценарных, реалити-, документальных и лёгких драматических телесериалах, разрабатывая пользовательские микробиблиотеки для свойств клиентов в соответствии со стилем и тоном каждой программы. Его ранними работами являются для «Survivor», «Хэтфилды и Маккои», «Люди, которы построили Америку» и «Mountain Men», за которая она получила премии ASCAP и BMI.
В 2016 году Bleeding Fingers была выбрана для саундтрека к документальному сериалу BBC «Планета Земля II». Тема была написана Циммером, а композиторы Джейкоб Ши и Джаша Клебе написали остальную музыку. Более года было потрачено на сочинение иуызки для сериала, которая была записана оркестром из 80 человек в Air Studios в Лондоне. Циммер, Ши и Клебе были номинированы на премию Британской академии телевизионных ремёсел в категории «Лучшая оригинальная телевизионная музыка», а Ши и Клебе были номинированы на премию «Эмми» в номинации «Лучшая музыкальная композиция для телесериала» (оригинальная драматическая музыка).
Bleeding Fingers также написали музыку для «Голубой планеты II» от BBC, продолжения документального фильма «Голубая планета». Для продвижения сериала Циммер сотрудничал с Radiohead, чтобы создать «(ocean) Bloom», оркестровую переработку песни Radiohead «Bloom» из альбома The King of Limbs. Эмануэль продюсировал композицию, которая дебютировала в сентябре 2017 года. Циммер написал музыку в соавторстве с Ши и Дэйвом Флемингом.
В октябре 2017 года было объявлено, что Bleeding Fingers заменит композитора Альф Клаузена в мультсериале «Симпсоны», начиная с 29-го сезона.
В 2020 году Bleeding Fingers написали музыкальный пакет для Jeopardy! The Greatest of All Time, который вышел в эфир в январе того же года на ABC. В следующем году они написали музыкальные подсказки для «Колесо фортуны». Когда 13 сентября 2021 года вышли 38-й и 39-й сезоны обоих программ в синдикации, Bleeding Fingers перестроили основную тему на первом, переосмыслив музыкальный пакет на последнем с аранжировкой давней музыкальной песни «Changing Keys», которая использовалась на «Колесе» в 1980-х и 1990-х годах. Bleeding Fingers также сделали музыкальный пакет для Jeopardy! National College Championship в 2022 году.
Bleeding Fingers базируется в комплексе дистанционного управления в Санта-Монике, известном как «Стэнтэнтэнт». По состоянию на 2018 год в штате Bleeding Fingers 11 штатных композиторов, многие из которых были учениками Циммера. Bleeding Fingers Music работала над музыкой для мультфильма Netflix Alien Xmas.